# Paspalum campinarum
Paspalum campinarum là một loài thực vật có hoa trong họ Hòa thảo. Loài này được Filg. & Davidse mô tả khoa học đầu tiên năm 1996.